# اس‌ام یو-۱۳۶
اس‌ام یو-۱۳۶ (به انگلیسی: SM U-136) یک زیردریایی بود که طول آن ۷۰٫۶۰ متر (۲۳۱٫۶ فوت) بود. این زیردریایی در سال ۱۹۱۷ ساخته شد.